# Antonio Realubin Tobias

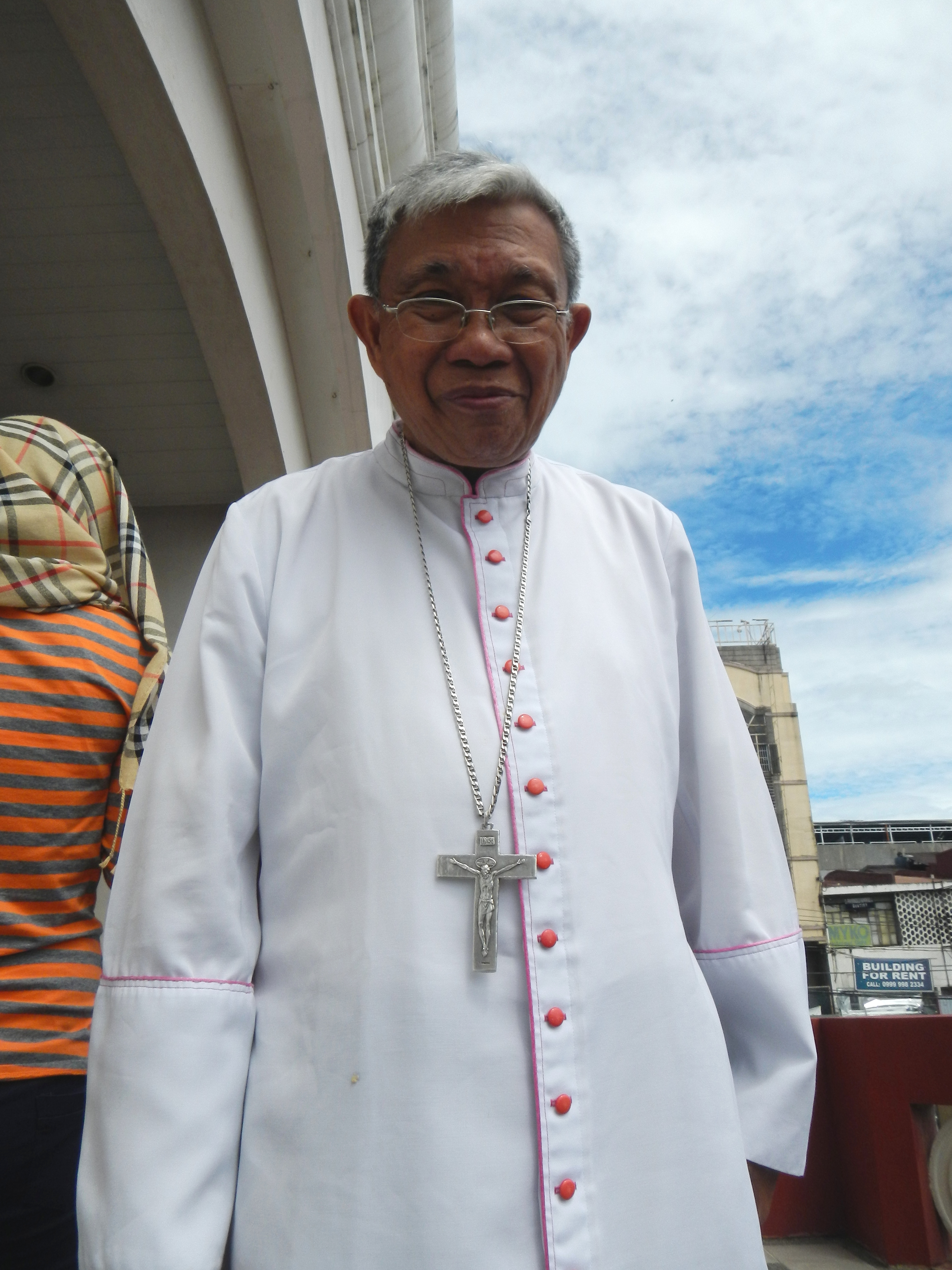
Bischof Antonio Realubin Tobias (2014)

Wappen als Bischof von Novaliches

Antonio Realubin Tobias (* 13. Juni 1941 in Laoag City, Ilocos Norte, Philippinen) ist ein philippinischer Geistlicher und emeritierter römisch-katholischer Bischof von Novaliches.

## Leben
Antonio Realubin Tobias studierte Philosophie und Theologie am San Carlos Seminary in Makati City und empfing am 21. Dezember 1965 in der Kathedrale von Manila das Sakrament der Priesterweihe für das Erzbistum Manila. An der Päpstlichen und Königlichen Universität des heiligen Thomas von Aquin in Manila absolvierte er ein Lizentiatsstudium in Kanonischen Recht.
Am 3. November 1982 ernannte ihn Papst Johannes Paul II. zum Titularbischof von Tipasa in Numidia und bestellte ihn zum Weihbischof in Zamboanga. Der Apostolische Nuntius auf den Philippinen, Erzbischof Bruno Torpigliani, spendete ihm am 25. Januar 1983 in der Kathedrale von Manila die Bischofsweihe; Mitkonsekratoren waren der Erzbischof von Zamboanga, Francisco Raval Cruces, und der Erzbischof von San Fernando, Oscar V. Cruz. Johannes Paul II. ernannte ihn am 14. September 1984 zum Bischof von Pagadian. Am 28. Mai 1993 erfolgte die Ernennung zum Bischof von San Fernando de La Union. Antonio Realubin Tobias wurde am 21. Juni 2003 zudem Apostolischer Administrator von Novaliches. Am 25. November 2003 wurde er Bischof von Novaliches ernannt.
Papst Franziskus nahm am 6. Juni 2019 seinen altersbedingten Rücktritt an.